# Scaphinotus johnsoni
Scaphinotus johnsoni is een keversoort uit de familie van de loopkevers (Carabidae). De wetenschappelijke naam van de soort is voor het eerst geldig gepubliceerd in 1924 door Van Dyke.